# Алкилгидразины
Алкилгидразины — органические производные гидразина N2H4, у которого один или несколько атомов водорода замещены на алкильные группы. Из алкилгидразинов наиболее известен 1,1-диметилгидразин («гептил») — компонент высококипящего ракетного топлива, и монометилгидразин, также являющийся восстановительным компонентом ракетных топлив.

## Номенклатура
В зависимости от строения алкилгидразинов существуют монозамещённые, сим-дизамещённые (гидразосоединения) и несим-дизамещённые, три- и тетразамещённые алкилгидразины. Например, (C2H5)2N-NH2 — 1,1-диэтилгидразин, (CH3)2N-N(CH3)2 — тетраметилгидразин. При наличии в молекуле старших групп гидразинный фрагмент считается заместителем и обозначается префиксом гидразино-.

## Свойства
Алифатические алкилгидразины представляют собой жидкие при нормальных условиях бесцветные вещества, обладающие сильным специфическим запахом.
Молекулы алкилгидразинов, особенно низших монозамещённых алкилгидразинов, сильно ассоциированы друг с другом межмолекулярными водородными связями, и по этой причине температуры кипения, плотности и показатели преломления этих веществ существенно выше, чем для алкиламинов с соответствующей молекулярной массой. При переходе от моно- к ди-, три- и тетразамещённым алкилгидразинам межмолекулярная ассоциация ослабляется.
Поскольку гидразин имеет менее основные свойства, чем аммиак, то и основность алкилгидразинов меньше, чем основность аналогичных алкиламинов. Алкилгидразины способны образовывать соли с минеральными кислотами (соли алкилгидразония):
{\displaystyle {\mathsf {(CH_{3})_{2}N{\text{-}}NH_{2}+HCl\rightarrow [(CH_{3})_{2}N{\text{-}}NH_{3}]Cl}}}
Способны нитрозироваться, образуя органические азиды:
{\displaystyle {\mathsf {CH_{3}NH{\text{-}}NH_{2}\ {\xrightarrow[{HX}]{HNO_{2}}}\ CH_{3}N_{3}}}}
Предельные алифатические алкилгидразины являются сильными восстановителями. Они медленно окисляются кислородом воздуха уже при низких температурах:
{\displaystyle {\mathsf {CH_{3}NH{\text{-}}NH_{2}\ {\xrightarrow[{}]{O_{2}}}\ CH_{4}+N_{2}+H_{2}O}}}
Автоокисление алкилгидразинов протекает с промежуточным образованием гидропероксидов и нитренов:
{\displaystyle {\mathsf {(CH_{3})_{2}N{\text{-}}NH_{2}+O_{2}\rightarrow [(CH_{3})_{2}NH{\text{-}}OOH]\rightarrow [(CH_{3})_{2}NN:]+H_{2}O_{2}}}}
Попадание алкилгидразинов на развитую поверхность может привести к их самовоспламенению. При горении алкилгидразинов выделяется значительное количество тепла.
При мягком окислении симметричных диалкилгидразинов образуются соответствующие азосоединения:
{\displaystyle {\mathsf {CH_{3}NH{\text{-}}NHCH_{3}\ {\xrightarrow[{}]{[O]}}\ CH_{3}N{\text{=}}NCH_{3}}}}

## Получение
Синтез алкилгидразинов осуществляют несколькими способами.
- Реакции алкилирования гидразина:

{\displaystyle {\mathsf {RX+NH_{2}{\text{-}}NH_{2}\rightarrow [RNH_{2}{\text{-}}NH_{2}]X\rightarrow RNH{\text{-}}NH_{2}+HX}}}
- Реакции восстановления нитрозаминов, например, цинковой пылью в среде уксусной кислоты:

{\displaystyle {\mathsf {(CH_{3})_{2}N{\text{-}}N{\text{=}}O\ {\xrightarrow[{}]{[H]}}\ (CH_{3})_{2}N{\text{-}}NH_{2}}}}
- Реакция с N-хлораминами:

{\displaystyle {\mathsf {R^{1}{\text{-}}NH_{2}+Cl{\text{-}}NH{\text{-}}R^{2}{\xrightarrow[{-NaCl}]{NaOH}}\ R^{1}NH{\text{-}}NHR^{2}}}}

## Токсичность
Низшие алкилгидразины весьма ядовиты. В частности, метилгидразин в концентрациях ~0,01 % способен убивать грибки и бактерии. ПДК алкилгидразинов составляет 0,1 мг/л в пересчёте на гидразин.